# Diablo
|  | Per a altres significats, vegeu «Diablo (grup musical)». |

Diablo és un videojoc de rol creat per Blizzard Entertainment. Destaca per ser un dels més importants exponents de joc de rol en el món virtual. L'objectiu del joc consisteix en crear un personatge que haurà d'anar superant desafiaments i missions, l'experiència obtinguda en les quals farà que el personatge esdevingui més poderós. Aquest joc permet que el jugador personalitzi el seu personatge amb un gran ventall d'habilitats, armes, encantaments i armadures. A més, consta de dues parts, cadascuna amb les seves expansions.

## Història
El 1997 sortí a la venda Diablo, i es convertí en un joc amb centenars de seguidors al voltant del món. L'alta qualitat de les seves cinemàtiques, la seva terrorífica música i les seves profundes veus el feien aconseguir un ambient realment tenebrós. Sens dubte, Blizzard aconsegueix crear l'ambient perfecte per desenvolupar la seva història.

### Sistema de joc
El joc compta amb la modalitat d'un jugador i multijugador. Ambdues modalitats permeten triar entre tres tipus de personatges: Harpia, Mag o Guerrer. A través de diverses recerques que es demana al jugador, aquest s'haurà danar obrint pas pel laberint amb la finalitat de pujar de nivell, augmentar el poder dels seus encanteris i trobar millors equipaments que li permetin enfrontar-se a Diablo. En la modalitat multijugador, Blizzard ofereix als seus servidors de Battle.Net la possibilitat de compartir el joc amb fins a quatre jugadors simultàniament. Els personatges han de superar els tres nivells de dificultat existents: Normal, Malson i Infern. Tots els personatges poden arribar com màxim al nivell 50 d'experiència, i poden potenciar els seus encanteris fins a 15 nivells. A partir d'aquests 15 nivells, la diferència entre un personatge i un altre rau, només, en el seu equipament. Això fa que, en molts casos, el jugador no jugui amb molta continuïtat, ja que pot arribar a cansar-lo. Un altre gran defecte del joc és que no es va traduir a cap altre idioma, característica que va restringir-ne les seves possibilitats d'expansió. El 2003 un aficionat va publicar un Mod en el qual tradueix el joc al castellà. Aquesta versió es pot trobar en la pàgina: Traducció Diablo

## Argument
La història de Diablo es desenvolupa en un món medieval, molt a l'estil d'El senyor dels anells, en què la creació es divideix en dos bàndols oposats, el bàndol de la Llum i el de la Foscor. Entre aquestes dues forces té lloc una guerra anomenada El gran conflicte, en la qual es decidirà quina de les dues utopies arribarà a l'Harmagedon i s'apoderarà de tota la creació.
Les forces de la Llum, representades per àngels i arcàngels, s'enfronten als exèrcits de la foscor, liderats pels tres dimonis primaris anomenats Mefisto, Baal i Diablo. Les llegendes expliquen que després d'incomptables segles de batalla va fer la seva aparició l'home, el qual amb la seva única qualitat de triar entre el bé i el mal, podia posar fi a la guerra, que seria rebatejada com La Guerra del Pecat. Però, a diferència dels àngels i dimonis que vivien en el plànol espiritual, l'home habitava en un plànol físic alternatiu. Les entitats del més enllà es barallaven constantment per obtenir aliats humans, arribant de vegades a trencar la tela que separava el plànol real de l'espiritual. Això inquietava a dos dimonis secundaris anomenats Belial i Azmodan, que no estaven d'acord amb la idea que l'humà era la clau per guanyar la guerra. Aquests dimonis crearen una gran rebel·lió en l'infern, la qual va acabar amb l'exili dels tres dimonis primaris al mateix món mortal. Els dimonis exiliats van injectar en els homes les seves essències d'Odi, Terror i Destrucció provocant morts i guerres sense sentit que van causar gran dolor a la humanitat.
Amb el propòsit d'aturar aquesta bogeria, un arcángel anomenat Tyrael va reunir els mags més poderosos del món mortal per formar l'ordre dels Horadrim. Aquesta coalició tindria la missió de tancar els esperits dels tres dimonis en uns artefactes anomenats Pedres Ànima. I no va ser fàcil, ja que els dimonis van descobrir que si s'apoderaven d'un cos humà, a part de fer-se més forts, eren immunes als poders de les pedres. Els Horadrim es van veure obligats a assassinar les persones posseïdes pels dimonis per desemmascarar la veritable essència espiritual dels Tres. Els mags van guanyar la batalla, van acordar tancar a Mefisto en la pedra i la van guardar en una torre de la ciutat de Kurast. El següent va ser Baal qui, durant la guerra, va trencar la seva pedra ànima. Com a única sortida, el líder dels Horadrim, Tal Rasha, va oferir el seu cos per tancar al dimoni incrustant-se els trossos que quedaven de la pedra. Van deixar a Tal Rasha enterrat en una volta secreta sota el desert de Lut Gholein i es van anar a la recerca de Diablo. Després d'un dur combat van pactar empresonar aquest últim dimoni i van construir un gran temple subterrani en una ciutat anomenada Tristam, aquí van amagar l'última pedra i van jurar protegir-la generació rere generació. Van passar al voltant de dos segles i l'ordre dels Horadrim es va dissoldre a causa d'orgulls i desacords entre els mags.
Tristam va esdevenir la capital de Khandures i, sobre el temple dels Horadrim, s'edificà una església per a la religió de Sakarum. D'alguna manera el Diablo corrompé la seva pedra ànima i aquesta pedra va deixar fluir part de la seva consciència: el dimoni prengué per esclau l'Arquebisbe Lazarus, el qual trencà la pedra ànima deixant lliure l'esperit de Diablo completament. Lazarus intentà lliurar-li al seu mestre l'ànima més forta de Tristam, el Rei Leoric sobirà de Khandures, el qual va començar a embogir en el seu esforç per combatre el control de Diablo. Però la seva demència es va tornar incontrolable quan el seu fill, el príncep Albrecht, va desaparèixer misteriosament. Leoric va començar una frenètica cacera cercant el culpable, ordenà execucions i càstigs a diversos dels seus súbdits, causant molt dolor a la població de Tristam. Davant la incontrolable situació, els cavallers reals liderats per Lachdanan van organitzar una revolució que va acabar amb la mort del rei Leoric. Tanmateix, el rei, amb el seu últim alè, va invocar una maledicció que condemnà tots els seus cavallers a servir en la foscor eternament.
Però el príncep Albrecht seguia desaparegut i Tristam ja no comptava amb els seus cavallers per buscar-lo. Lazarus aprofità la situació i va organitzar la gent del poble per anar a la recerca del príncep qui, segons Lazarus, estava atrapat en el laberint subterrani. La gent de Tristam mai no es va imaginar que el mateix Lazarus era el segrestador del príncep i que Diablo ja s'havia apoderat del seu cos. Els camperols s'endinsaren en el laberint però no van poder fer front a les horribles criatures que ara amagava el seu interior. Tot va acabar amb una massacre de la qual pocs se'n van salvar. Desesperat, el poble de Tristam va fer una crida d'auxili al món. A aquesta crida van respondre les Harpies de l'ordre de l'Ull cec, els Mags de l'ordre dels Vizjerei i els mateixos guerrers de Khanduras.